# Mühlhausen-Ehingen
Mühlhausen-Ehingen es un municipio alemán en el distrito de Constanza en el sur de Baden-Wurtemberg y está ubicado en la Hegovia al norte del lago de Constanza. Las aldeas antes independientes Mühlhausen y Ehingen se fusionaron el 1 de enero de 1974.

## Puntos de interés
- Monte Mägdeberg
- Castillo del Mägdeberg